# BlackBerry (filme)
BlackBerry é um longa-metragem canadense de comédia dramática biográfica lançada em 2023 acerca da história de desenvolvimento da linha de celulares BlackBerry. Dirigido por Matt Johnson a partir de um roteiro que coescreveu com Matthew Miller, tem sua história baseada no livro de Jacquie McNish e Sean Silcoff, Losing the Signal: The Untold Story Behind the Extraordinary Rise and Spectacular Fall of BlackBerry. O elenco inclui: Jay Baruchel e Glenn Howerton nos papeis principais como Mike Lazaridis e Jim Balsillie, respectivamente. Além de Johnson, Rich Sommer, Michael Ironside, Martin Donovan, Michelle Giroux, SungWon Cho, Saul Rubinek e Cary Elwes em papeis coadjuvantes.
A estreia do longa ocorreu na 73º edição do Festival Internacional de Cinema de Berlim no dia 17 de Fevereiro de 2023, onde concorreu na competição pelo principal prêmio: o Urso de Ouro. Seu lançamento nos cinemas do Canadá e Estados Unidos ocorreu em 12 de Maio de 2023, recebendo aclamação da crítica.

## Elenco
- Jay Baruchel como Mike Lazaridis[5]
- Glenn Howerton como Jim Balsillie[5]
- Cary Elwes como  Carl Yankowski[5]
- Saul Rubinek como John Woodman[5]
- Michael Ironside como Charles Purdy[5]
- Rich Sommer como Paul Stannos[5]
- SungWon Cho como Ritchie Cheung[5]
- Michelle Giroux como Dara Frankel[5]
- Matt Johnson como Douglas Fregin[5]

## Produção
Em agosto de 2022, o filme foi anunciado após encerradas suas filmagens.

## Lançamento
BlackBerry estreou em competição na 73º edição do Festival Internacional de Cinema de Berlim no dia 17 de Fevereiro de 2023. A IFC Films adquiriu os direitos de distribuição do filme nos Estados Unidos, com a Paramount Global Content Distribution adquirindo vários territórios internacionais. O filme foi lançado no Canadá em 12 de maio de 2023, pela Elevation Pictures.

## Resposta da crítica
No Rotten Tomatoes, o filme tem uma taxa de aprovação de 98% com base em 143 críticas, com uma classificação média de 7,9/10. O consenso crítico dizia: "Com inteligência tão afiada quanto seu humor, BlackBerry dá uma olhada terrivelmente divertida na ascensão e queda de um gadget que definiu uma geração." No Metacritic, o filme detém uma pontuação média ponderada de 80 em 100, com base em 37 críticos, indicando "críticas geralmente favoráveis".